# Wagajcewo
Wagajcewo (ros. Вагайцево) – wieś (sieło) w Rosji, w obwodzie nowosybirskim, w rejonie ordyńskim. W 2010 liczyła 2067 mieszkańców.